# Dave Brock
Dave Brock (* jako David Anthony Brock; 20. srpna 1941 Isleworth, Middlesex, Anglie) je britský zpěvák, hudebník a skladatel. Začínal hrát v klubech a hraní na ulicích. Později byl členem skupiny Dharma Blues Band, jejíž nahrávky vyšly na kompilaci Blues Anytime Vol. 2. V roce 1969 spoluzaložil skupinu Hawkwind, ve které působí jako jediný ze zakládajících členů dodnes. Rovněž vydal několik sólových alb.

## Sólová diskografie
- 1982 – "Zones" / "Processed"
- 1983 – "Social Alliance" / "Raping Robots in the Street" 7"
- 1984 – Earthed to the Ground
- 1987 – The Agents of Chaos
- 1995 – Strange Trips & Pipe Dreams
- 2000 – Spacebrock
- 2001 – Memos and Demos
- 2007 – The Brock
- 2012 – Looking for Love in the Lost Land of Dreams
- 2015 – Brockworld